# Municipio de Williams (condado de Northampton)
El municipio de Williams  (en inglés: Williams Township) es un municipio ubicado en el condado de Northampton en el estado estadounidense de Pensilvania. En el año 2000 tenía una población de 4.470 habitantes y una densidad poblacional de 93.8 personas por km².

## Geografía
El municipio de Williams se encuentra ubicado en las coordenadas 40°38′00″N 75°13′59″O / 40.63333, -75.23306.

## Demografía
Según la Oficina del Censo en 2000 los ingresos medios por hogar en la localidad eran de $56,196 y los ingresos medios por familia eran $66,488. Los hombres tenían unos ingresos medios de $44,545 frente a los $29,358 para las mujeres. La renta per cápita para la localidad era de $27,249. Alrededor del 2,7% de la población estaban por debajo del umbral de pobreza.